# Kasimov
Kasimov (ryska: Касимов) är en stad i Rjazan oblast i Ryssland. Staden ligger vid  floden Oka omkring 120 kilometer öster om oblastets huvudstad Rjazan. Kasimov hade 33 491 invånare år 2010.

## Historia
Den finsk-ugriska folkgruppen mesjtsjra, som senare smälte samman med ryssar och tatarer, var de första som bodde i området. Khanen av Vladimir-Suzdal grundade Kasimov, som då kallades  
Gorodets Mesjtjorskij (ryska: Городец Мещёрский), år 1152. Staden förstördes år 1376 under mongolernas invasion av Europa, men återuppbyggdes som Novyj Nizovoj (ryska: Новый Низовой). Den var huvudstad i vasallstaten (khanatet). Kasimovskoje från 1452 tills den återfördes till Ryssland år 1681.

## Sevärdheter

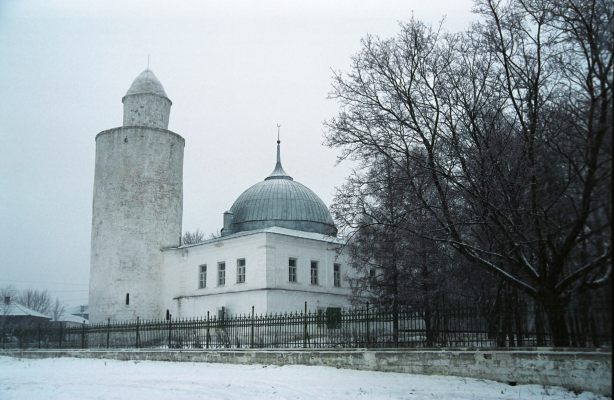
Khanens moské i Kasimov.

Khanens moske från år 1768 med en minaret i kalksten från år 1467, eller möjligen 1550-talet.

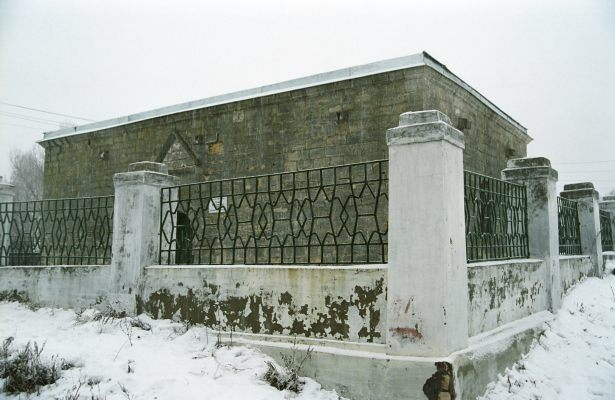
Shahgali-mausoleet.

Shahghali (Şahğäli) khans mausoleum från år 1555.